# Jacques Robert (poète)
Pour les articles homonymes, voir Robert et Jacques Robert.
 (janvier 2023).
Jacques Robert est un poète français, né le 14 novembre 1875 à Angers (Maine-et-Loire) et mort le 28 juillet 1892 à Royan (Charente-Maritime).

## Biographie
Jacques Robert a vécu sa courte vie à Vaiges (Mayenne), bourg natal de sa grand-mère maternelle, Félicité-Marie Glétron (née Marie-Félicité Vesin à Vaiges le 16 février 1829). Il est le fils d'Anatole Édouard Robert et de Marie Joséphine Félicité Glétron.
Il fait ses études au lycée de Laval, où son souvenir se perpétue par un prix d'honneur qui porte son nom.
Jeune poète lauréat de l'Académie française, auteur de sept ouvrages (dont deux romans), musicien, il meurt très jeune, à 16 ans, laissant une œuvre inachevée.
Sur sa tombe au cimetière de Vaiges, mitoyen avec le parc Jacques Glétron (son grand-père), fut construit un mausolée avec un petit salon meublé où son père se tenait et recevait les visites d'amis. La plaque qui lui est dédiée porte l'inscription gravée « Quem di diligunt adulescens moritur ». Le monument de Jacques Robert abrité par ce mausolée fut réalisé par René Grégoire en 1909.
Eugène Ledrain, orientaliste et conservateur du musée du Louvre, natif du même canton que Jacques Robert, écrivit une préface dédiée à celui-ci dans l'ouvrage Poésies : 

« Les parents de Jacques Robert avaient voulu élever à sa mémoire un monument plus beau encore et plus durable que le premier. Ils avaient réuni tous les souvenirs laissés par leur enfant : lettres, poésies, devoirs, “toutes épaves de leur trésor perdu”, et ils en avaient fait un livre. »

## Œuvre
- Lettres d'un enfant, Paris, A. Lemerre, 1898
- Devoirs d'un écolier, Paris, A. Lemerre, 1900 Prix Montyon de l'Académie française.
- Régine, Laval, Imprimerie moderne, 1909
- Armande, Laval, Imprimerie moderne, 1909
- Poésies, suivies d'opuscules divers, Laval, Imprimerie moderne, 1931

### Sources et bibliographie
- « Jacques Robert (poète) », dans Alphonse-Victor Angot et Ferdinand Gaugain, Dictionnaire historique, topographique et biographique de la Mayenne, Laval, A. Goupil, 1900-1910 [détail des éditions] (BNF 34106789, présentation en ligne), t. IV, p. 785
- Biographie de Jacques Robert, bibliothèque municipale de Vaiges
- Témoignages sur Jacques Robert, bibliothèque municipale de Vaiges
- Amand Férard, Madame Glétron : Biographie et œuvre pédagogique Témoignage de Charles Le Balle, inspecteur d'académie, lors de l'inauguration du cours complémentaire de filles de Vaiges.